# What’d I Say: In Concert
What’d I Say: In Concert – koncertowe DVD amerykańskiego muzyka Raya Charlesa, wydane w 2006 roku.

## Lista utworów
1. „Georgia on My Mind”
2. „Mess Around”
3. „What’d I Say”
4. „I’ll Be Home”
5. „I Got a Woman (I Got a Sweetie)”
6. „I’m a Fool for You”
7. „Busted”
8. „Since You’ve Been Gone”
9. „Mississippi Mud”
10. „Lewis Boogie”
11. „Just for a Thrill”
12. „Jambalaya (On the Bayou)”
13. „You Made Me Love You”
14. „Swanee River Rock”
15. „Ray Has Left the Building”